# Szuhafő
Szuhafő ist eine ungarische Gemeinde im Kreis Putnok im Komitat Borsod-Abaúj-Zemplén.

## Geografische Lage
Szuhafő liegt in Nordungarn, 42 Kilometer nordwestlich des Komitatssitzes Miskolc, 13 Kilometer nördlich der Kreisstadt Putnok an dem kleinen Fluss Szuha und zwei Kilometer von der Grenze zur Slowakei entfernt. Die Nachbargemeinde ist Zádorfalva.

## Sehenswürdigkeiten
- Reformierte Kirche, erbaut 1782–1783 (Spätbarock), 1834 durch ein Erdbeben beschädigt und danach renoviert, der Turm wurde 1861 hinzugefügt
- Römisch-katholische Kapelle Szent Erzsébet, erbaut 1974

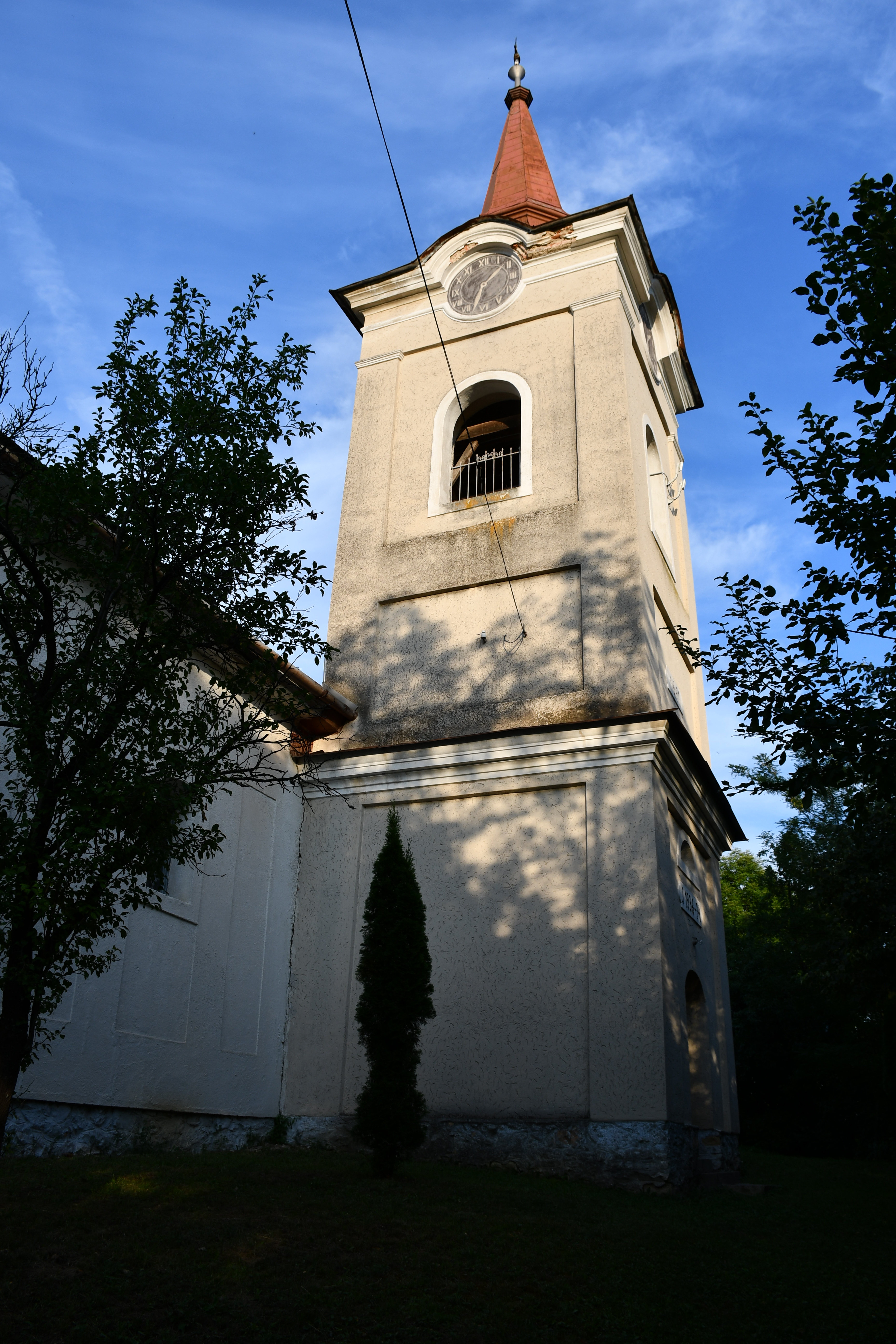
Reformierte Kirche

## Verkehr
Szuhafő ist nur über die Nebenstraße Nr. 26102 von Zádorfalva aus zu erreichen. Es bestehen Busverbindungen über Zádorfalva, Alsószuha, Dövény und Jákfalva nach Felsőnyárád. Die nächstgelegenen Bahnhöfe befinden sich südlich in Bánréve und Putnok.